# Гетеборг (футбольний клуб)
ІФК Ге́теборг (швед. Idrottsföreningen Kamraterna Göteborg) — професійний шведський футбольний клуб з міста Гетеборга.

## Історія

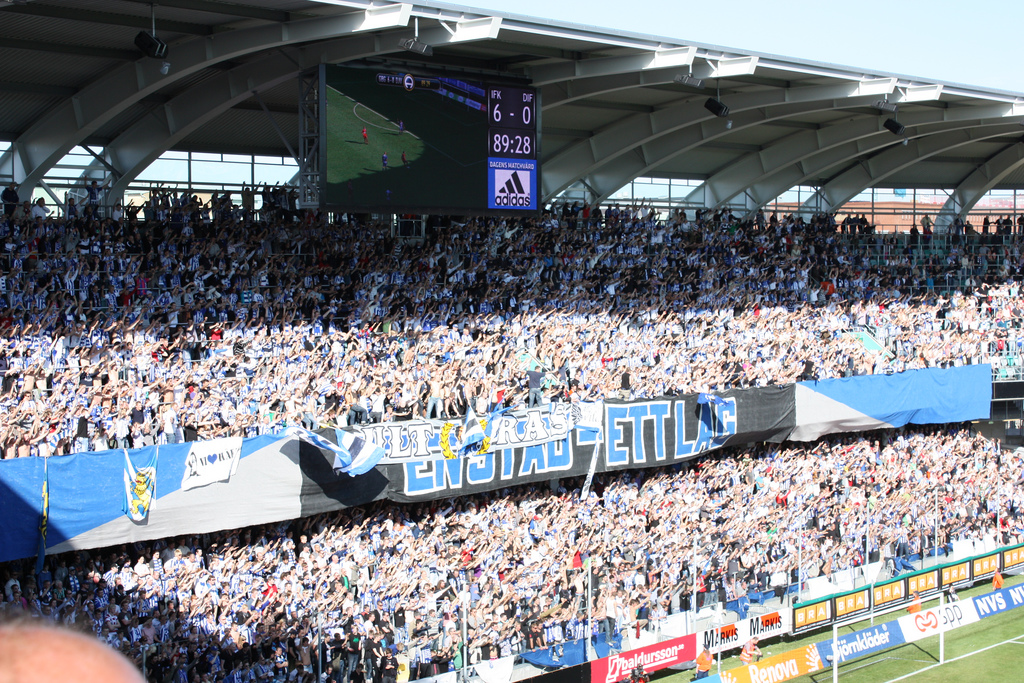
Гамла Уллеві під час першого матчу сезону 2009 року проти «Юргордена»

ІФК Гетеборг засновано 4 жовтня 1904 року. З того часу команда виграла 18 разів національний чемпіонат, 5 — Кубок Швеції та двічі — Кубок УЄФА.
ІФК Гетеборг, Мальме ФФ та АІК разом утворюють «велику трійцю» шведського чемпіонату. На їхньому рахунку 43 перемоги у національній першості. ІФК, можливо, є найуспішнішим шведським та скандинавським клубом, оскільки він єдиний завоював європейський трофей з усіх команд регіону. Вони виграли Кубок УЄФА у 1982 та 1987 роках. Зараз ІФК Гетеборг грає у вищій лізі Швеції — Аллсвенскані, де клуб провів найбільшу частину своєї історії. Команда не вибувала до першого дивізіону з 1977 року, що є найкращим показником у Швеції.

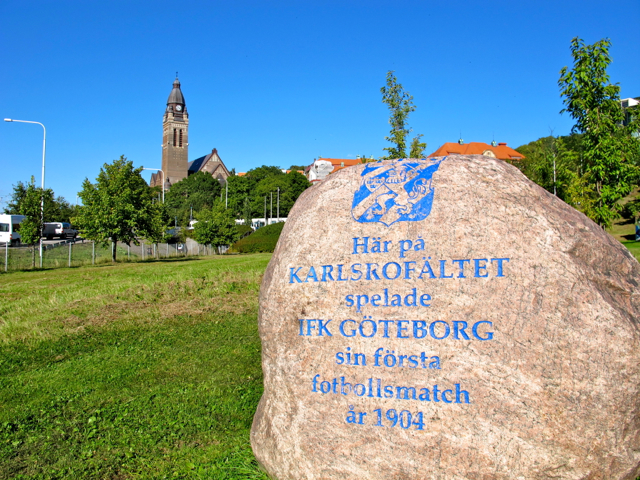
Пам'ятний камінь у Карлсрофельтеті, де «Гетеборг» провів свій перший матч

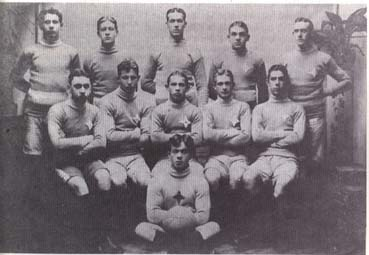
Команда зразка 1905 року

У 1907 році «Гетеборг» став першою шведською командою за чотири роки, яка перемогла «Ергрюте». А вже за рік «Гетеборг» виграв свій перший чемпіонський титул, а кілька гравців команди були запрошені до складу збірної Швеції.
Надалі клуб показував неоднозначні результати. Кілька разів «Гетеборг» вилітав з вищого дивізіону, але майже одразу повертався. Саме зі складу «Гетеборга» другої половини 40-х років вийшов Гуннар Грен — легенда шведського і європейського футболу, Олімпійський чемпіон 1948 року.
У 1958 році «Гетеборг» вперше взяв участь у розіграші Кубку європейських чемпіонів, а у 1959 році під час дербі з «Ергрюте» було встановлено рекорд відвідуваності на матчах Аллсвенскан — 52 194 глядачів.
Після чемпіонського сезону 1969 року «Гетеборг» вилетів до Другого дивізіону і повернувся лише у 1979 році. Після того «Гетеборг» вже більше ніж сорок років не вилітав з Аллсвенскан, що є непоганим результатом для всього європейського футболу.
У період з 1979—1982 років команду очолював відомий нині тренер Свен-Йоран Ерікссон.
80 — ті роки ХХ століття була найвдалішими в історії «Гетеборга». Команда захопила лідируючи позиції у національному чемпіонаті і гучно заявила про себе у Європі. Два кубки УЄФА, виграних у 1982 та 1987 роках були тому чудовим доказом. У 1986 році іспанська «Барселона» тільки у півфіналі Кубка чемпіонів зуміла зупинити шведський клуб.
У 1993 році «Гетеборг» знову вразив всю футбольну Європу. Коли виграв групу Ліги чемпіонів з такими суперниками, як «Барселона», «Манчестер Юнайтед» та «Галатасарай».
Початок ХХІ століття став важким періодом в історії клубу. «Гетеборг» тільки один раз (у 2007 році) виграв національний чемпіонат, додавши до цього ще 4 Кубка країни. Але незважаючи на це «Гетеборг» і досі залишається у складі «великої трійці» шведського футболу поряд з «Мальме» та АІКом.

## Склад команди

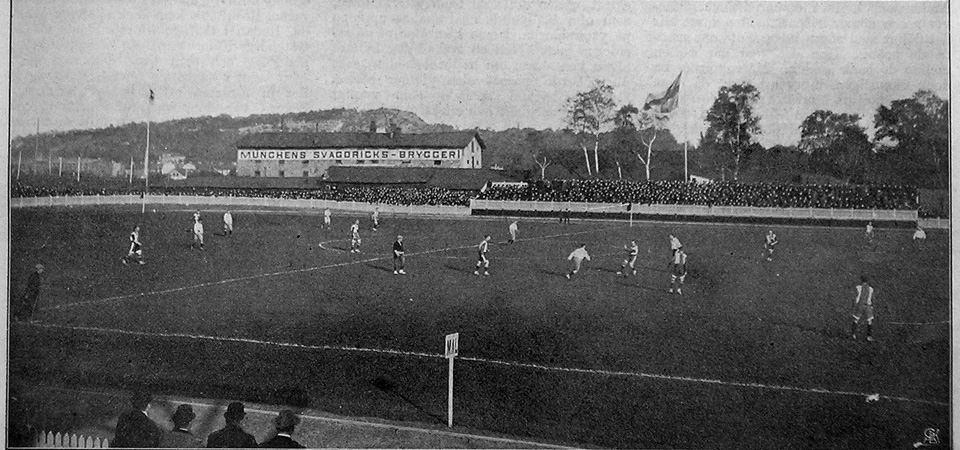
Фінал чемпіонату Швеції 1908 року між «Гетеборгом» та «ІФК Уппсала»

Станом на 24 лютого 2025
| №  | Поз. | Нац.     | Гравець              |
| -- | ---- | -------- | -------------------- |
| 1  | ВР   | Швеція   | Понтус Дальберг      |
| 3  | ЗХ   | Швеція   | Аугуст Ерлінгмарк    |
| 4  | ЗХ   | Гана     | Роксон Йєбоа         |
| 5  | ЗХ   | Данія    | Йонас Багер          |
| 6  | ЗХ   | Норвегія | Андерс Трондсен      |
| 7  | НП   | Того     | Себастьян Клемменсен |
| 8  | ПЗ   | Швеція   | Імам Джагн           |
| 9  | НП   | Данія    | Макс Фенгер          |
| 10 | ПЗ   | Швеція   | Гуссейн Карнейл      |
| 11 | НП   | Норвегія | Тобіас Гейнц         |
| 13 | ПЗ   | Швеція   | Густав Свенссон      |
| 15 | ПЗ   | Данія    | Давід Крусе          |
| 16 | НП   | Швеція   | Лінус Карлстранд     |

| №  | Поз. | Нац.        | Гравець            |
| -- | ---- | ----------- | ------------------ |
| 18 | ЗХ   | Швеція      | Фелікс Ерікссон    |
| 19 | ПЗ   | Албанія     | Арбнор Мучоллі     |
| 21 | ПЗ   | Швеція      | Адам Карлен        |
| 22 | ЗХ   | Швеція      | Ноа Толф           |
| 23 | ПЗ   | Ісландія    | Колбейн Тордарсон  |
| 24 | ПЗ   | Кот-д'Івуар | Ебанденс Салау     |
| 25 | ВР   | Швеція      | Еліс Бішесарі      |
| 26 | ПЗ   | Швеція      | Беньямін Брантлінд |
| 27 | НП   | Норвегія    | Еман Маркович      |
| 28 | ПЗ   | Швеція      | Лукас Кохед        |
| 29 | ЗХ   | Данія       | Томас Крістенсен   |
| 30 | ПЗ   | Швеція      | Рамон Лундквіст    |

## Форма команди

### Кольори
Традиційні кольори всіх ІФК — синій і білий. ІФК «Гетеборг» на став винятком. Невдовзі після заснування було вирішено, що форма команди буде складатися з футболки у синьо-білу смугу і сині шорти. Але ця конструкція виявилася занадто дорогою і тому було впроваджено біль дешеву альтернативу — синя футболка з білою горизонтальною смугою і на грудях біла чотирьохпроменева зірка, як символ асоціації ІФК. Виїзний комплект форми часто змінювався. Він мав гамму кольорів від повністю білого або червоно-білого до чорно-сірого.

### Герб
Герб ІФК «Гетеборг» створений на основі герба міста Гетеборг, де лев у срібно-синьому полі тримає Три Корони Швеції. У верхній частині були прописані літери IFK. Це герб використовувався з 1919 року. Протягом багатьох років герб клубу неодноразово змінювався і вдосконалювався. Але то були незначні зміні, які здебільшого стосувалися кольорів та відтінків.

## Дербі

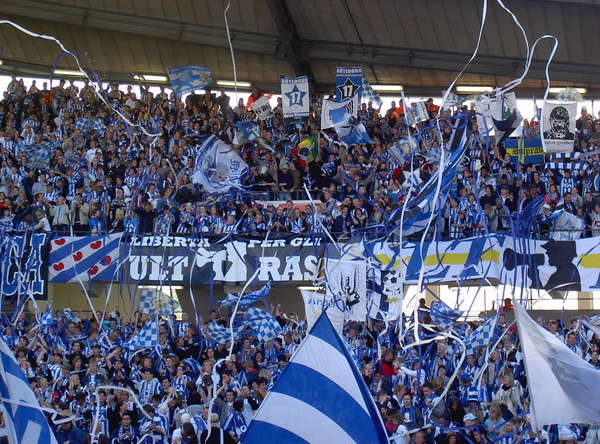
Дербі з «Ергрюте» 2005 рік

- Битва найвеличніших чемпіонів — поєдинки з клубом «Мальме»
- Шведське Ель-Класіко — матчі з клубом АІК
- Дербі Гетеборга — матчі з клубами ГАІС та «Геккен»

## Титули та досягнення
Чемпіонат Швеції:
- Чемпіон (18): 1908, 1910, 1918, 1935, 1942, 1958, 1969, 1982, 1983, 1984, 1987, 1990, 1991, 1993, 1994, 1995, 1996, 2007
- Віце-чемпіон (7): 1940, 1979, 1981, 1985, 1997, 2005, 2009

- Переможець Шведської серії (5): 1912/13, 1913/14, 1914/15, 1915/16, 1916/17

Кубок Швеції:
- Володар (8): 1979, 1982, 1983, 1991, 2008, 2013, 2015, 2020
- Фіналіст (5): 1986, 1999, 2004, 2007, 2009

Суперкубок Швеції:
- Володар (1): 2008

Кубок УЄФА:
- Володар (2): 1981/82, 1986/87

## Сезони в чемпіонаті Швеції
| Сезон | Рівень | Ліга        | Підгрупа | Місце | Примітки             |
| ----- | ------ | ----------- | -------- | ----- | -------------------- |
| 1991  | 1      | Аллсвенскан |          | 1     | Чемпіон              |
| 1992  | 1      | Аллсвенскан |          | 5     |                      |
| 1993  | 1      | Аллсвенскан |          | 1     | Чемпіон              |
| 1994  | 1      | Аллсвенскан |          | 1     | Чемпіон              |
| 1995  | 1      | Аллсвенскан |          | 1     | Чемпіон              |
| 1996  | 1      | Аллсвенскан |          | 1     | Чемпіон              |
| 1997  | 1      | Аллсвенскан |          | 2     |                      |
| 1998  | 1      | Аллсвенскан |          | 8     |                      |
| 1999  | 1      | Аллсвенскан |          | 6     |                      |
| 2000  | 1      | Аллсвенскан |          | 4     |                      |
| 2001  | 1      | Аллсвенскан |          | 4     |                      |
| 2002  | 1      | Аллсвенскан |          | 12    | Плей-оф на вибування |
| 2003  | 1      | Аллсвенскан |          | 7     |                      |
| 2004  | 1      | Аллсвенскан |          | 3     |                      |
| 2005  | 1      | Аллсвенскан |          | 2     |                      |
| 2006  | 1      | Аллсвенскан |          | 8     |                      |
| 2007  | 1      | Аллсвенскан |          | 1     | Чемпіон              |
| 2008  | 1      | Аллсвенскан |          | 3     |                      |
| 2009  | 1      | Аллсвенскан |          | 2     |                      |
| 2010  | 1      | Аллсвенскан |          | 7     |                      |
| 2011  | 1      | Аллсвенскан |          | 7     |                      |
| 2012  | 1      | Аллсвенскан |          | 7     |                      |
| 2013  | 1      | Аллсвенскан |          | 3     |                      |
| 2014  | 1      | Аллсвенскан |          | 2     |                      |
| 2015  | 1      | Аллсвенскан |          | 2     |                      |
| 2016  | 1      | Аллсвенскан |          | 4     |                      |
| 2017  | 1      | Аллсвенскан |          | 10    |                      |
| 2018  | 1      | Аллсвенскан |          | 11    |                      |
| 2019  | 1      | Аллсвенскан |          | 7     |                      |
| 2020  | 1      | Аллсвенскан |          | 12    |                      |
| 2021  | 1      | Аллсвенскан |          | 8     |                      |
| 2022  | 1      | Аллсвенскан |          | 8     |                      |
| 2023  | 1      | Аллсвенскан |          | 13    |                      |
| 2024  | 1      | Аллсвенскан |          |       |                      |

## Виступи в єврокубках

### Кубок європейських чемпіонів
| Сезон     | Раунд |                   | Клуб                        | Рахунок           |
| --------- | ----- | ----------------- | --------------------------- | ----------------- |
| 1958—1959 | Q     | Люксембург        | «Женесс» (Еш)               | 2-1, 0-1, 5-1     |
| 1958—1959 | 1/8   | НДР               | «Візмут» (Карл-Маркс-Штадт) | 2-2, 0-4          |
| 1959—1960 | Q     | Північна Ірландія | «Лінфілд» (Белфаст)         | 1-2, 6-1          |
| 1959—1960 | 1/8   | Нідерланди        | «Спарта» (Роттердам)        | 1-3, 3-1, 1-3     |
| 1961—1962 | Q     | Нідерланди        | «Феєнорд» (Роттердам)       | 0-3, 2-8          |
| 1970—1971 | 1/16  | Польща            | «Легія» (Варшава)           | 0-4, 1-2          |
| 1983—1984 | 1/16  | Італія            | «Рома» (Рим)                | 0-3, 2-1          |
| 1984—1985 | 1/16  | Люксембург        | «Авенір» (Бегген)           | 8-0, 9-0          |
| 1984—1985 | 1/8   | Бельгія           | КСК Беверен                 | 1-0, 1-2          |
| 1984—1985 | 1/4   | Греція            | «Панатінаїкос» (Афіни)      | 0-1, 2-2          |
| 1985—1986 | 1/16  | Болгарія          | «Тракія» (Пловдив)          | 3-2, 2-1          |
| 1985—1986 | 1/8   | Туреччина         | «Фенербахче» (Стамбул)      | 4-0, 1-2          |
| 1985—1986 | 1/4   | Шотландія         | Абердин ФК                  | 0-0, 2-2          |
| 1985—1986 | 1/2   | Іспанія           | ФК Барселона                | 3-0, 0-3 (п. 4-5) |
| 1988—1989 | 1/16  | Кіпр              | «Пезопорікос» (Ларнака)     | 2-1, 5-1          |
| 1988—1989 | 1/8   | Албанія           | «17 Ненторі» (Тирана)       | 3-0, 1-0          |
| 1988—1989 | 1/4   | Румунія           | «Стяуа» (Бухарест)          | 1-0, 1-5          |
| 1991—1992 | 1/16  | Албанія           | «Фламуртарі» (Вльора)       | 0-0, 1-1          |
| 1991—1992 | 1/8   | Греція            | «Панатінаїкос» (Афіни)      | 0-2, 2-2          |

40 матчів, 17 перемог, 7 нічиїх, 16 поразок, різниця м'ячів 74-71.

### Ліга чемпіонів УЄФА
| Сезон     | Раунд |            | Клуб                            | Рахунок  |
| --------- | ----- | ---------- | ------------------------------- | -------- |
| 1992—1993 | 1R    | Туреччина  | «Бешикташ» (Стамбул)            | 2-0, 1-2 |
| 1992—1993 | 2R    | Польща     | «Лех» (Познань)                 | 1-0, 3-0 |
| 1992—1993 | Gr    | Італія     | АК Мілан                        | 0-4, 0-1 |
| 1992—1993 | Gr    | Португалія | ФК Порту                        | 1-0, 0-2 |
| 1992—1993 | Gr    | Нідерланди | ПСВ Ейндговен                   | 3-1, 3-0 |
| 1994—1995 | 1R    | Чехія      | «Спарта» (Прага)                | 0-1, 2-0 |
| 1994—1995 | Gr    | Англія     | «Манчестер Юнайтед» (Манчестер) | 2-4, 3-1 |
| 1994—1995 | Gr    | Іспанія    | ФК Барселона                    | 2-1, 1-1 |
| 1994—1995 | Gr    | Туреччина  | «Галатасарай» (Стамбул)         | 1-0, 1-0 |
| 1994—1995 | 1/4   | Німеччина  | «Баварія» (Мюнхен)              | 0-0, 2-2 |
| 1995—1996 | 1R    | Польща     | «Легія» (Варшава)               | 0-1, 1-2 |
| 1996—1997 | Q     | Угорщина   | «Ференцварош» (Будапешт)        | 3-0, 1-1 |
| 1996—1997 | Gr    | Норвегія   | «Русенборг» (Тронхейм)          | 2-3, 0-1 |
| 1996—1997 | Gr    | Португалія | ФК Порту                        | 1-2, 0-2 |
| 1996—1997 | Gr    | Італія     | АК Мілан                        | 2-1, 2-4 |
| 1997—1998 | 2Q    | Шотландія  | «Рейнджерс» (Глазго)            | 3-0, 1-1 |
| 1997—1998 | Gr    | Франція    | «Парі Сен-Жермен» (Париж)       | 0-3, 0-1 |
| 1997—1998 | Gr    | Німеччина  | «Баварія» (Мюнхен)              | 1-3, 1-0 |
| 1997—1998 | Gr    | Туреччина  | «Бешикташ» (Стамбул)            | 0-1, 2-1 |
| 2008—2009 | Q     | Сан-Марино | СС Мурата                       | 5-0, 4-0 |
| 2008—2009 | 2Q    | Швейцарія  | ФК Базель                       | 1-1, 2-4 |

42 матчів, 18 перемог, 6 нічиїх, 18 поразок, різниця м'ячів 59-52.

### Кубок володарів кубків УЄФА
| Сезон     | Раунд |          | Клуб                     | Рахунок  |
| --------- | ----- | -------- | ------------------------ | -------- |
| 1979—1980 | 1/16  | Ірландія | Вотерфорд ФК             | 1-0, 1-1 |
| 1979—1980 | 1/8   | Греція   | «Паніоніос» (Афіни)      | 0-1, 2-0 |
| 1979—1980 | 1/4   | Англія   | «Арсенал» (Лондон)       | 1-5, 0-0 |
| 1982—1983 | 1/16  | Угорщина | «Уйпешт Дожа» (Будапешт) | 1-1, 1-3 |

8 матчів, 2 перемоги, 3 нічиї, 3 поразки, різниця м'ячів 7-11.

### Кубок УЄФА
| Сезон     | Раунд |            | Клуб                         | Рахунок  |
| --------- | ----- | ---------- | ---------------------------- | -------- |
| 1980—1981 | 1/32  | Нідерланди | «Твенте» (Енсхеде)           | 1-5, 2-0 |
| 1981—1982 | 1/32  | Фінляндія  | «Гака» (Валкеакоскі)         | 3-2, 4-0 |
| 1981—1982 | 1/16  | Австрія    | «Штурм» (Грац)               | 2-2, 3-2 |
| 1981—1982 | 1/8   | Румунія    | «Динамо» (Бухарест)          | 3-1, 1-0 |
| 1981—1982 | 1/4   | Іспанія    | Валенсія КФ                  | 2-2, 2-0 |
| 1981—1982 | 1/2   | ФРН        | 1.ФК Кайзерслаутерн          | 1-1, 2-1 |
| 1981—1982 | F     | ФРН        | Гамбург ШФ                   | 1-0, 3-0 |
| 1986—1987 | 1/32  | Чехія      | «Сігма» (Оломоуц)            | 1-1, 4-0 |
| 1986—1987 | 1/16  | НДР        | «Шталь» (Бранденбург)        | 2-0, 1-1 |
| 1986—1987 | 1/8   | Бельгія    | АА Гент                      | 1-0, 4-0 |
| 1986—1987 | 1/4   | Італія     | «Інтер» (Мілан)              | 0-0, 1-1 |
| 1986—1987 | 1/2   | Австрія    | «Сваровскі Тіроль» (Інсбрук) | 4-1, 1-0 |
| 1986—1987 | F     | Шотландія  | «Данді Юнайтед» (Данді)      | 1-0, 1-1 |
| 1987—1988 | 1/32  | Данія      | «Брондбю» (Копенгаген)       | 1-2, 0-0 |
| 1989—1990 | 1/32  | СРСР       | «Жальгіріс» (Вільнюс)        | 0-2, 1-0 |
| 1998—1999 | 1Q    | Люксембург | «Уніон» (Люксембург)         | 4-0, 3-0 |
| 1998—1999 | 2Q    | Туреччина  | «Фенербахче» (Стамбул)       | 2-1, 0-1 |
| 1999—2000 | Q     | Ірландія   | «Корк Сіті» (Корк)           | 3-0, 0-1 |
| 1999—2000 | 1R    | Польща     | «Лех» (Познань)              | 0-0, 2-1 |
| 1999—2000 | 1R    | Італія     | «Рома» (Рим)                 | 0-2, 0-1 |
| 2002—2003 | Q     | Молдова    | «Зімбру» (Кишинів)           | 2-2, 1-3 |
| 2006—2007 | 1Q    | Ірландія   | «Деррі Сіті» (Деррі)         | 0-1, 0-1 |

44 матчі, 23 перемоги, 11 нічиїх, 10 поразок, різниця м'ячів 70-39.

### Ліга Європи УЄФА
| Сезон     | Раунд |             | Клуб                         | Рахунок  |
| --------- | ----- | ----------- | ---------------------------- | -------- |
| 2009—2010 | 3Q    | Ізраїль     | «Гапоель» (Тель-Авів)        | 1-3, 1-1 |
| 2010—2011 | 3Q    | Нідерланди  | АЗ Алкмар                    | 0-2, 1-0 |
| 2013—2014 | 2Q    | Словаччина  | АС Тренчин                   | 0-0, 1-2 |
| 2014—2015 | 1Q    | Люксембург  | «Фола» (Еш)                  | 0-0, 2-0 |
| 2014—2015 | 2Q    | Угорщина    | Дьйор ЕТО ФК                 | 3-0, 0-1 |
| 2014—2015 | 3Q    | Португалія  | «Ріу Аве» (Віла-ду-Конде)    | 0-1, 0-0 |
| 2015—2016 | 2Q    | Польща      | «Шльонськ» (Вроцлав)         | 0-0, 2-0 |
| 2015—2016 | 3Q    | Португалія  | «Белененсеш» (Лісабон)       | 1-2, 0-0 |
| 2016—2017 | 1Q    | Уельс       | «Лландидно Таун» (Лландидно) | 5-0, 2-1 |
| 2016—2017 | 2Q    | Польща      | «П'яст» (Гливиці)            | 3-0, 0-0 |
| 2016—2017 | 3Q    | Фінляндія   | ГІК Гельсінкі                | 1-2, 2-0 |
| 2016—2017 | PO    | Азербайджан | «Карабах» (Агдам)            | 1-0, 0-3 |
| 2020–2021 | 2Q    | Данія       | ФК Копенгаген                | 1-2      |

25 матчів, 9 перемог, 7 нічиїх, 9 поразок, різниця м'ячів 27-20.
- 1/32, 1/16, 1/8, 1/4, 1/2 — 1/32, 1/16, 1/8, 1/4, 1/2 фіналу.
- F — фінал.
- Q, 1Q, 2Q, 3Q — кваліфікаційні раунди.
- 1R, 2R — перший і другий раунд.
- PO — стадія плей-офф.
- Gr — груповий етап.

Разом: 159 матчів, 69 перемог, 34 нічиї, 56 поразок, різниця м'ячів 237—193.